# Östermalms IS
Östermalms IS, ÖIS, är en idrottsförening från Eskilstuna i Södermanland, bildad 3 april 1933. Föreningen är verksam inom bordtennis och fotboll, i den senare idrotten har föreningen spelat i tredje högsta serien.

## Namn
Föreningens namn kommer av stadsdelen Östermalm i Eskilstuna. Klubben använder sig ofta endast av akronymen "ÖIS", vilket kan ha legat till grund för att föreningen mellan 1936 och 1942 antog namnet Öjs IS. Åren 2006-2008 tävlade föreningen under namnet Östermalms IS/Sundbyholms IK tillsammans med Sundbyholms IK.

## Fotbollsframgångar, herrar
Lagets första stora framgång i seriespel kom säsongen 1941/1942 när man vann Sörmlandsserien (division IV, motsvarande nutidens division II). Laget tog därmed steget upp till division III 1942/1943 (sedan 2006 motsvarande division I) där laget slutade på sjundeplats. Säsongen 1943/1944 var laget nära att vinna serien och därmed kvalspel till division II men laget slutade trea bakom Årby-City och Forward. Året efter åkte ÖIS ur serien men tog sig omedelbart tillbaka och slutade på sjätte plats i Centralserien södra 1946/1947, vilket p.g.a. serieomläggning innebar nedflyttning till division IV.
ÖIS återkom till division III säsongerna 1953/1954 och 1956/1957 men slutade näst sist vid bägge tillfällena och degraderades. Föreningen spelade sedan huvudsakligen i fjärde- och femtedivisionerna fram till 1982 och gjorde under 1990-talet ett par säsonger i division IV (då femtedivision). Säsongerna 1976-1979 var senaste tillfället då ÖIS mer varaktigt utgjorde Eskilstunas tredje bästa lag, bakom IFK och Verdandi. Efter millennieskiftet har ÖIS spelat i lägre divisioner.

## Fotboll damer
ÖIS hade ett damlag i seriespel 1984-2005 men laget fullföljde inte den sista säsongen.